# Hets mot folkgrupp
Hets mot folkgrupp är ett hatbrott (lagen som kriminaliserar hets mot folkgrupp kallades i Sverige inledningsvis även Lex Åberg) som innebär att offentligt sprida uttalanden som hotar eller är nedlåtande mot vissa utpekade grupper av människor. Brottet har detta namn i Sverige och Finland, men liknande lagstiftning finns i alla de skandinaviska länderna exempelvis Danmarks och Norges rasismeparagraf samt i Tyskland, Frankrike, Irland, Storbritannien, Sydafrika och Kanada. Till skillnad mot dessa länder där sådan lagstiftning inskränker yttrandefriheten har USA, genom första tillägget i konstitutionen, ett starkare skydd för yttrandefriheten som inte tillåter kriminalisering av nedlåtande uttalanden. Vilka grupper och institutioner som skyddas och vilka kriterier som skall uppfyllas för att uttalanden skall bedömas som brottsliga varierar mellan länder. Det är vanligt att etnisk härkomst, religiös övertygelse, sexuell läggning och könsidentitet utpekas som grund för skyddsvärda grupper.

## Sverige
Hets mot folkgrupp är ett brott i Sverige och infördes genom lagstiftning för att förbjuda diskriminering och främja likabehandling av olika folkgrupper. Lagstiftningen om hets mot folkgrupp infördes i Sverige först 1948 genom Brottsbalken (BrB) 16 kap. 8 §, som började gälla från 1 januari 1949.
Inför antagandet av 1766 års tryckfrihetsförordning fanns ett förslag om att förbjuda "smädeliga utlåtelser om främmande folkslag", som dock inte ledde till lagstiftning. Enligt 1810 års tryckfrihetsförordning sågs det som ett tryckfrihetsmissbruk att sprida smädliga, "förklenliga och osämja med Fremmande Magter tydligen åsyftande omdömen och yttranden om samtida Nationer och Stater, med hwilka Riket är i fredligt förhållande, om deras warande Öfwerhet, Regering och Regeringssätt, Höga Embetsmän och Sändebud, inre eller yttre förhållanden, företag och underhandlingar". År 1810 utfärdade Karl XIII en förklaring om att i vissa fall gripa den som skrivit eller tryckt verk i vilka det förekom yttranden "öfwer främmande Folkslag och deras Regeringar, med hwilka Riket är i fredligt och wänskapligt förhållande".

### Rättslig reglering
Enligt 16 kap 8 § brottsbalken, är hets mot folkgrupp att
1. uppsåtligen,
2. i uttalande eller i annat meddelande som sprids,
3. uppmana till våld mot, hota eller uttrycka missaktning för folkgrupp eller annan sådan grupp av personer – eller en enskild i någon av dessa grupper – med anspelning på ras, hudfärg, nationellt ursprung, etniskt ursprung, trosbekännelse, sexuell läggning eller könsöverskridande identitet eller uttryck,

eller, sedan den 1 juli 2024, att förneka, ursäkta eller uppenbart förringa ett brott som utgör eller motsvarar folkmord, brott mot mänskligheten, krigsförbrytelse eller aggressionsbrott enligt ett avgörande som har meddelats av en svensk domstol eller av en erkänd internationell domstol för brott mot folkrätten och avgörandet fått laga kraft, om gärningen är ägnad att uppmana till våld mot, hota eller uttrycka missaktning för en sådan grupp eller enskild som avses i första stycket.
Påföljden är fängelse i högst två år eller, om brottet är ringa, böter. För grov hets mot folkgrupp grov är påföljden fängelse i lägst sex månader och högst fyra år.
Brottet omfattar inte "en saklig och vederhäftig diskussion" och inte heller uttalanden som görs i den helt privata sfären.
Om brottet anses som grovt döms till fängelse i lägst sex månader och högst fyra år. Vid bedömande av om brottet är grovt ska domstolen särskilt beakta om meddelandet haft ett särskilt hotfullt eller kränkande innehåll och spritts till ett stort antal personer på ett sätt som varit ägnat att väcka betydande uppmärksamhet.
Hets mot folkgrupp bör inte förväxlas med brottet förolämpning. Det kan vara både förolämpning och hets mot folkgrupp om någon kallar en enskild person exempelvis "blatte", "bögjävel" eller "judejävel" och det fått spridning samt fanns ett uppsåt att nedvärdera en person på grund av till exempel dennes etnicitet. Enligt Åklagarmyndigheten skall det då väckas åtal för båda brotten.
Frågor om hets mot folkgrupp hanteras av allmän åklagare, utom för tryckfrihets- eller yttrandefrihetsbrott. Då är Justitiekanslern ensam åklagare. 

### "Lex Åberg"
Den första som fälldes för brott mot den nya lagen var Einar Åberg för spridning av antisemitiska flygblad, även till utlandet, och lagen kallades därför även "Lex Åberg". Spridningen av flygbladen ledde till påtryckningar på den svenska regeringen från judiska grupper i USA, vilket bidrog till skapandet av lagen. 

#### Nationalitet
Även om nationaliteter omfattas av lagen är det sällsynt att detta är grund för domar. Endast i undantagsfall, då nationaliteten använts för att starkt kränka eller hota en redan utsatt folkgrupp, har fällande domar förekommit.[källa behövs]

Tidigare Justitiekanslern (JK) Göran Lambertz var av uppfattningen att inte svenskar omfattas.
| ”                                       | syftet vid tillkomsten av straffstadgandet om hets mot folkgrupp var att tillförsäkra minoritetsgrupper av skilda sammansättningar och bekännare av olika trosuppfattningar ett rättsskydd. Det fallet att någon uttrycker kritik mot svenskar torde inte ha varit avsett att träffas av straffstadgandet | „ |
| – Justitiekansler Göran Lambertz, 2003, | |   |

Samma bedömning gjordes av justitiekansler Anna Skarhed i januari 2013.
Justitiekanslerns uttalanden betraktas normalt inte som gällande rätt även om kanslerns motivering kan beaktas vid avgöranden. Redan vid införandet av annan sådan grupp i lagparagrafen yttrade sig Justitiekanslern att etniska svenskar skulle kunna komma att omfattas av regleringen. Departementschefen avfärdade dock kritiken och menade att det inte vore negativt om även svenskar omfattas av straffstadgandet. 
| ”                  | JK har under remissbehandlingen kritiserat utredningens förslag bland annat för att den förordade utvidgningen av skyddsobjektet leder till att inom det straffbara området kan komma att falla även angrepp på majoritetsgrupper, i vårt land de infödda svenskarna. Denna kritik drabbar emellertid i så fall även gällande rätt. Någon nackdel ligger enligt min mening inte i detta. Detta får f.ö. bedömas som tveksamt om något undantag i aktuellt hänseende skulle ha varit förenligt med rasdiskrimineringskonventionen. | „ |
| – prop. 1981/82:58 | |   |

Då rasistiska och liknande motiv infördes som en försvårande omständighet vid bedömning av straffvärde enligt 29 kap. 2 § 7 p. brottsbalken uttalade departementschefen uttryckligen att etniska svenskar skall omfattas av stadgandet när de utsätts för brott, som motiverats utifrån att de är svenskar. Denna reglering skulle återspegla hur straffstadgandet rörande hets mot folkgrupp tolkades.
| ”                  | De diskriminerande motiv som bestämmelsen således bör vara tillämplig på torde i och för sig oftast föreligga I fall då brottslighet riktar sig mot minoritetsgrupper. I detta sammanhang förtjänar dock att anmärka att bestämmelsen naturligtvis bör vara tillämplig också vid andra brott som begåtts med sådana diskriminerande motiv. Vad som sagts betyder att bestämmelsen kan vara tillämplig inte bara när exempelvis svenskar ger sig på invandrare utan också i den motsatta situationen, alltså att personer med utländskt ursprung angriper någon eller några just för att de är svenskar. | „ |
| – prop 1993/94:101 | |   |

Norrköpings tingsrätt fann i tredomarsits i en dom den 21 april 2015 att det står klart att svenskar omfattas av skyddet mot hets mot folkgrupp. Dock får svenskar tåla mer än minoritetsgrupper. Tingsrätten skrev: "Behovet av att inskränka yttrandefriheten beträffande uttalanden som riktar sig mot majoritetsgrupper torde enligt tingsrättens mening inte göra sig gällande i lika stor utsträckning som i förhållande till minoritetsgrupper".

#### Trosbekännelse
Huruvida scientologer omfattas av skyddet i hetsbestämmelsen är oklart, och JK har uttryckt att så inte torde vara fallet. JK:s hållning har kritiserats av bland annat Svenska Helsingforskommittén för mänskliga rättigheter.
| ” | Det framgår inte [av JK:s beslut] varför scientologer inte kan anses utgöra objekt för brottet [hets mot folkgrupp]. Konsekvensen av att JK binder sig vid en uppfattning på detta sätt kan bli att hot eller missaktning kan framföras utan att rättsväsendet kan ingripa. Eftersom JK funnit att scientologer inte utgör en sådan grupp som avses i straffstadgandet, kan detta komma att innebära att mycket häftiga angrepp inte kan beivras. | „ |

#### Sexuell läggning
Med "sexuell läggning" i regleringen om hets mot folkgrupp avses homosexuella, bisexuella och heterosexuella. Däremot omfattas inte "sexuella intressen, variationer, inriktningar eller beteenden" som kan finnas hos samtliga dessa, som transsexualism och transvestitism. Inte heller omfattas böjelser som pedofili i begreppet "sexuell läggning".

### Hets mot homosexuella
Hets mot grupper av personer på grund av sexuell läggning kriminaliserades genom tillägg till bestämmelsen om hets mot folkgrupp (SFS 2002:800). 
Den 6 juli 2006 dömde Högsta domstolen tre personer till villkorlig dom och dagsböter och en fjärde till skyddstillsyn och dagsböter för att de hade delat ut flygblad på Staffanskolan i Söderhamn. Fallet är det enda fall av hets mot homosexuella som hittills har lett till fällande dom i Högsta domstolen och därmed blivit prejudicerande. Domen har meddelats av tre justitieråd. Två justitieråd anmälde en skiljaktig mening och ville frikänna. 
En sextonårig pojke dömdes i juni 2005 för hets mot homosexuella efter att på ett internetforum, företrädesvis besökt av homo- och bisexuella, ha lagt upp bilder på nazistsymboler och skrivit bland annat ”Bögeri är en stor sjukdom som går att bota med känga i huvudet…”.

### Debatt och kritik
Kritik framförs av aktivister inom vit makt-världen och delar av de nationalistiska rörelserna som ser lagen som statens medel för förtryck och ett sätt att hindra att deras kunskap når allmänheten.
Vissa menar att utpekandet av vissa utvalda grupper i lagstiftningen strider mot rättsprincipen om allas likhet inför lagen.
Den liberale opinionsbildaren Svante Nycander har starkt kritiserat kriminaliseringen av hets mot folkgrupp. Nycander anser att lagstiftningen var demokratiskt legitim vid dess införande år 1948. Enligt Svante Nycander har "lagen efter en rad utökningar av dess tillämpningsområde alltför mycket fått funktionen att begränsa åsikts- och yttrandefrihet (mer än vad som är lämpligt med hänsyn till yttrandefrihetens gränser i form av uppmaning till brott och liknande)".
Att en publicering har betraktats som satir har ibland inneburit att den inte har ansetts innefatta hets mot folkgrupp. Det finns dock inget allmänt undantag som innebär att allt som kan kallas för satir är tillåtet, utan även förment satiriska verk har ibland setts som hets mot folkgrupp (se Dan Park).

### Statistik
Av de 5518 hatbrott som polisanmäldes i Sverige 2012 kategoriseras 11 procent eller 601 anmälningar som hets mot folkgrupp. Av dessa hade 419 anmälningar främlingsfientliga/rasistiska motiv varav 114 med afrofobiska motiv, 21 med antiromska motiv, 79 antisemitiska motiv och med 72 islamofobiska motiv. 25 anmälningar hade homofobiska, bifobiska och heterofobiska motiv. Av anmälningarna om hets mot folkgrupp hade 194 tecken på koppling till högerextrema eller nationalistiska organisationer. De vanligaste brottsplatserna var internet och allmänna platser, ofta genom affischer och klisterlappar, men även genom fientligt klotter på en religiös byggnad eller genom att skrämmande slagord skanderades på platser där flera ur den utsatta gruppen befann sig. Vissa anmälda brott var riktade direkt mot den utsatte, exempelvis genom att man ropade kränkande epitet efter personen. I merparten av fallen var gärningspersonen okänd.

## Rättsliga avgöranden i Sverige

### Friande domar

#### Greenfallet
- Under mitten av 2004 och senare fick domarna mot pingstpastorn Åke Green, efter en predikan om homosexualitet [28], stor internationell uppmärksamhet. Åke Green dömdes i tingsrätten, och friades i hovrätten och Högsta domstolen. Att kalla "sexuella abnormiteter" (inkluderande homosexualitet) "en djup cancersvulst på hela samhällskroppen", var därmed inte nödvändigtvis att betrakta som hets mot folkgrupp i lagens mening. I sin prejudicerande dom slog Högsta domstolen fast att pastorns uttalanden inte kan anses vara uttryck för textställen i Bibeln och att det är klart att uttalandena överskrider gränsen för en saklig och vederhäftig diskussion. Enligt lagen om hets mot folkgrupp får "uttalandena därför anses ha gett uttryck för missaktning av gruppen homosexuella" skrev HD i sin dom. HD ansåg också att varken grundlagens religionsfrihet eller yttrandefrihet lägger hinder i vägen för att Åke Green skulle kunna dömas för sina uttalanden. I friandet lutade man sig i stället mot Europadomstolens praxis, som Sverige enligt domen måste följa för att leva upp till sina konventionsåtaganden. HD ansåg att Europakonventionen betonar religionsfriheten starkt och att man i ljuset av Europadomstolens utlåtanden i tidigare fall måste tolka Åke Greens straffansvar mer restriktivt.[29] Rättegången mot Åke Green har varit omdebatterad och följts noga både i Sverige och utomlands. Det var första gången en svensk åtalades för hets mot homosexuella från en predikstol.

#### Bibeltemplet
- Den 7 november 2007 meddelade Högsta domstolen att man också friade Bibeltemplets administratör från de åtalspunkter där både tingsrätt och hovrätt tidigare hade utdömt fängelsestraff.[30] Fråga var om ansvar för hets mot folkgrupp enligt brottsbalken beträffande den som underlåtit att ta bort meddelanden från en elektronisk anslagstavla. Sådan skyldighet anses enbart föreligga om det var uppenbart att meddelandena var att bedöma som hets mot folkgrupp. Högsta domstolen var inte enhällig utan tre justitieråd röstade för frikännande dom medan två ansåg att gärningen var straffbar som hets mot folkgrupp. Frikännandet uppmärksammades i både inhemsk[31] och utländsk nyhetsmedia, bland annat i brittiska Times Online.[32]

### Urval av fällande domar
Fällande och friande domar, och praxis från Justitiekanslern, under åren 1991-2019, som rör användande av rasistiska och liknande symboler, redovisas i detalj i betänkandet Rasistiska symboler. Praxisgenomgång och analys (SOU 2019:27), av Utredningen om rasistiska symboler. Nedan följer ett urval av praxis om brottet i stort.
- En 72-årig kvinna har dömts för hets mot folkgrupp efter att ha skrivit nedsättande saker på ett forum på Facebook. Hon ska ha uttryckt sig kraftig nedlåtande mot personer på grund av deras nationalitet och etnicitet vid flera tillfällen. Straffet blev dagsböter.[33]
- Den dåvarande vice ordföranden för Turkiska riksförbundet i Sverige, Babaros Leylani, dömdes 2016 av Stockholms tingsrätt till villkorlig dom och 40 dagsböter för hets mot folkgrupp efter ett tal på Sergels torg i Stockholm där han sade "Död åt de armeniska hundarna. Död! Död!".[34]
- En 18-årig man från Mark dömdes i januari 2015 till böter för att han ritat en Hitler-mustasch och ett hakkors på sin profilbild i chattprogrammet Skype.[35]
- En person har vid infarten till en campingplats satt upp en skylt, på vilken anges att "zigenare" ej får beträda campingplatsen. Gärningen har bedömts som hets mot folkgrupp enligt NJA 1982 s 128. Brottet har bedömts som ringa och personen dömdes till 60 dagsböter å 15 kr.[36]
- En person, som bland människor på allmän plats burit vissa nazistsymboler synliga - bland annat ett örnmärke liknande det nazityska, men även solkors, kugghjul och sädesax samt bältesspänne i form av solkors, på sin klädsel, har dömts för hets mot folkgrupp till 100 dagsböter å 30 kr. Ett justitieråd hade avvikande uppfattning.[37]
- En person som på sin blogg lagt upp en text som bland annat hävdade att vita är intelligentare än svarta dömdes i tingsrätten till 40 dagsböter och villkorlig dom.[38]
- Ett flygblad som spritts i en skola har innehållit uttalanden om homosexuella med påståenden om att homosexualitet är promiskuöst, orsak till HIV och AIDS samt främjar pedofili. Spridningen har bedömts som hets mot folkgrupp.[39] Högsta domstolen har i domen granskat Europadomstolens tillämpning av bland annat artikel 10 om yttrandefriheten och funnit att Europadomstolen i sina avgöranden prövar
  - om en inskränkning i yttrandefriheten genom enskilda länders lagstiftning svarar mot ett angeläget samhälleligt behov
  - om inskränkningen är proportionell med det legitima ändamål som skall tillgodoses
  - om de skäl som de nationella myndigheterna anger för att berättiga inskränkningen är relevanta och tillräckliga.

I konkreta fall skall en samlad bedömning göras av omständigheterna, däribland innehållet i meddelandet och det sammanhang i vilket meddelandet spritts, för att avgöra om inskränkningen är proportionerlig i förhållande till ändamålet och om skälen för den är relevanta och tillräckliga.
Efter ett långt resonemang kom HD fram till att de åtalade skulle ådömas villkorlig dom i förening med böter.

## USA
Första tillägget i USA:s konstitutions Bill of Rights ger enskilda ett brett skydd mot inskränkning av yttrandefrihet eller tryckfrihet. Därför är det svårt att reglera uttryck av missaktning för folkgrupper utan grundlagsändring. Enbart lagar om obscenitet, förtal, hot, uppvigling till upplopp inskränker yttrandefriheten i USA, och i regel med strikta begränsningar. Särskilt under krigstid har emellertid dessa lagar tillämpats mer vidlyftigt, dock huvudsakligen med hänvisning till nationell säkerhet.